# Filip Driessen
Filip Driessen is een personage uit de Vlaamse ziekenhuisserie Spoed dat werd gespeeld door Kürt Rogiers. Hij was een vast personage van 2005 tot 2008.

## Personage
In seizoen 8 treedt dokter Driessen aan als opvolger van dokter Koen Laenen. Filip is allesbehalve een conventionele arts. Hij is iedere week een paar uur afwezig om het medische tv-programma "Mag dat, dokter?" te presenteren. Medisch directeur Marijke Willems heeft hier geen probleem mee, want ze denkt dat Filips bekendheid goede publiciteit kan zijn voor het AZ. Afdelingshoofd Luc Gijsbrecht denkt hier duidelijk anders over en de conflicten laaien hoog op, vooral ook omdat Filip andere ideeën heeft over medicatie en behandelingen. Na een paar maanden dat tv-programma gepresenteerd te hebben, krijgt hij van een andere tv-zender een beter contract en een leuker programma aangeboden. Hij denkt er nog even over na, maar als hij door een patiënt die hij aan de telefoon had tijdens het medische tv-programma onterecht van een zware medische fout wordt beschuldigd, waarin hij verkeerde medische informatie zou hebben gegeven, wil hij de video van die bewuste aflevering waarin hij dat advies gegeven zou hebben, van de zender lenen om bij de rechter te laten zien dat hij echt onschuldig is De zender vindt het echter maar niets dat Filip mogelijk gaat overstappen naar een andere zender, en dus besluit Roland, de werkgever van Filip van de tv-zender, hem die video alleen te geven als Filip zijn contract verlengt, zodat hij niet kan ingaan op dat andere contract dat hij aangeboden krijgt. Filip wil zich echter niet laten chanteren, en besluit definitief over te stappen naar die andere tv-zender. De tv-producer daar, Anja Aerts, is heel enthousiast over Filip, en nog enthousiaster als Filip zijn collega dokter Iris Van de Vijver weet over te halen samen met Filip voor die tv-zender te gaan werken. Anja Aerts blijkt echter door middel van seksuele intimidaties haar personeel in dienst te nemen. Als Iris dit merkt, besluit ze direct om niet langer mee te werken aan dat tv-programma. Filip is hier heel verbaasd en verdrietig over, maar als hij zelf met de tv-zender belt om Anja Aerts te kunnen spreken, krijgt hij daar te horen dat Anja Aerts ontslagen is, vanwege die seksuele intimidaties. Filip gaat daarop in zijn eentje aan de slag bij een andere tv-zender, maar na een paar weken dat tv-programma gepresenteerd te hebben, wil de tv-zender het uitbreiden, en moet Filip kiezen tussen zijn baan als urgentie-arts in het AZ en zijn baan als tv-presentator. Hij kiest uiteindelijk voor het AZ.
Als Luc een hartinfarct krijgt en depressief wordt besluit Filip hem te helpen en ze worden goede vrienden. Filip wordt verliefd op zijn collega Iris Van de Vijver. Toch moet hij eerst zien af te rekenen met dokter Ellen Van Poel. Ook zij heeft een oogje op hem en wil een stokje steken voor zijn relatie met Iris.
Uiteindelijk worden Iris en Filip in seizoen 10 een koppel, en ook in seizoen 11 zijn ze nog altijd perfect gelukkig samen. Tot bij Filip een aneurysma wordt ontdekt… Hij moet een tijdje vechten voor zijn leven, maar wordt uiteindelijk succesvol geopereerd. Filip beseft dat het leven kostbaar is en wil graag aan kinderen beginnen. Iris vindt het hier echter nog wat te vroeg voor. Dit zorgt voor spanningen in hun relatie. In de laatste aflevering van seizoen 11 vraagt hij Iris ten huwelijk en vertelt Iris hem dolgelukkig dat ze toch zwanger is. Filip kan zijn geluk niet op en schreeuwt zijn blijdschap uit.

## Familie
- Iris Van de Vijver (echtgenote)